# 竺山湖

## 介紹
竺山湖是太湖西北部的一个湖湾，而不是独立的湖泊，位于江苏省内宜兴市周铁镇（古称竺西）东北和无锡市马山半岛之间。